# Curara

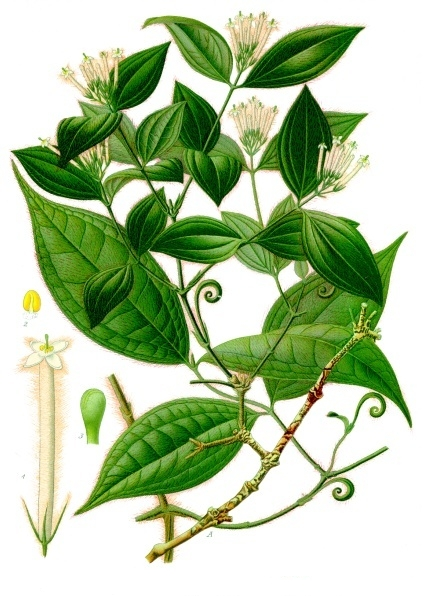
Strychnos toxifera, una din plantele folosite la prepararea otrăvii

Curara reprezintă extractul uscat obținut prin diferite procedee (macerare, percolare, fierbere cu apă) a scoarțelor de la diferite specii de Menispermiaceae (Chondodendron tomentosum, Chondodendron mycrophyllum, Chondodendron platyphyllum) și Loganiaceae (Strychnos toxifera, Strychnos letalis). Este cunsocută sub diferite nume: woorari, woorara, curari, cururu, ourari, wourali 

## Istoric
Produsul a fost și este folosit de indienii din bazinul Amazonului pentru otrăvirea săgeților[nefuncțională]
 de vânătoare, lansate prin tuburi de bambus numite sarbacane. Sir Walter Raleigh este cel care o aduce în Europa, prima menționare fiind făcută de părintele d'Acunja, care vizitează fluviul Amazon 1693 (New Remedies, 1877). În 1745, De la Condamine semnalează otrava printr-o notă adresată Academiei Franceze. Primul care o descrie este Waterton (1812) (Waterton's Wanderings in South America). Acesta semnalează că la prapararea ei indienii Macoushi amestecă dinți de șerpi veninoși și alte plante otrăvitoare, pentru a-i crește toxicitatea. Ceea ce a intrigat era că animalele vânate puteau fi mâncate fără ca cei care o consumau să fie otrăviți.

## Tipuri
- În funcție de planta de la care se obține curara:
  - Curara de Menisperamceae
  - Curara de Loganiaceae.
- După natura recipientului unde se depozitează:
- curara tub sau tubocurara
- curara oală, curara de vas,- otrava se depozitează în vase de diferite mărimi
- curara Calebas - curara este turnată în fructele unor specii de plante, (întâlnită în Columbia, Venezuela).

## Compoziție chimică
- Curara obținută din Menisperaceae conține alcaloizi bisbenziltetrahidroizochinolinici, tubocurarină , curină, condrocurină.
- Curara obținută din Loganiaceae conține alcaloizi de tip bisindol simetrici de tipul toxiferinei, și caracurinei.

Caracurarina are ca structură de bază stricnanul, un ciclu care intră în structura stricninei

- Toxiferina (R=OH, R1=OH),dihidrotoxiferina (R=H, R1=H)

## Acțiune farmacologică
Curarele naturale sunt denumite în mod curent pachicurare (substanțe cu moleculă mare), ce acționează la niveluo receptorilor acetilcolinei, mediator pe care îl concurează Arhivat în 3 octombrie 2006, la Wayback Machine.; se fixează la nivelul receptorilor acetilcolinici de la nivelul plăcii motorii, receptori pe care îi blochează. Datorită efectelor adverse ale tubocurarinei (favorizarea eliberării de histamină-bronhospasm, hipersecreție gastrică) , a fost înlocuită cu derivați sintetici (vezi Curarizante).